# فرودگاه گجوا هیون
فرودگاه گجوا هیون (به انگلیسی: Gjoa Haven Airport) یک فرودگاه همگانی باربری با کد یاتا YHK است که یک باند فرود شن دارد و طول باند آن ۱۳۴۱ متر است. این فرودگاه در کشور کانادا قرار دارد و در ارتفاع ۴۷ متری از سطح دریا واقع شده‌ است.